# Bertram Schmiterlöw

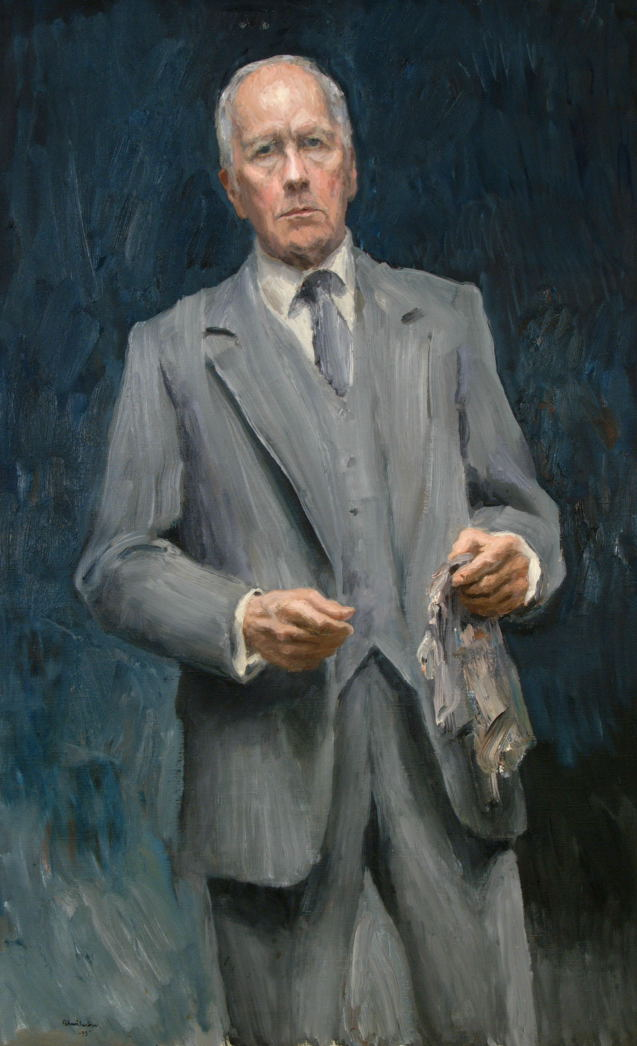
Bertram Schmiterlöw

Bertram Henning Christen Edward Schmiterlöw (* 20. Januar 1920 in Karlskrona; † 28. Dezember 2002 in Stockholm) war ein schwedischer Maler, Grafiker, Zeichner und Bildhauer.

## Leben und Werk
Schmiterlöw besuchte die Malerschule von Otte Sköld, aber reiste schon frühzeitig ins Ausland. In seinen künstlerischen Arbeiten war er inspiriert von Edward Hopper, Giorgio Morandi, Pedro Figari. Er ist der Halbbruder der Schauspielerin Vera Schmiterlöw.
Sein künstlerisches Wirken erstreckte sich über mehr als fünf Jahrzehnte mit figurativer, expressiver und von Koloristik bestimmter Malerei. Aufgrund seiner Beobachtungsgabe und Stimmungswahrnehmung entstand eine Vielzahl von Motiven. Die Werke zeigen Menschen- und Naturschilderungen aus Schweden und den Mittelmeerländern.
Seine Bilder befinden sich in schwedischen und argentinischen Wirtschaftsinstituten, Modelle seiner Porträts waren unter anderem Prinz Bertil von Schweden, Curt Nicolin, Percy Barnevik und Margit Sahlin.

## Ehrungen
- 1974 Ritter des schwedischen Wasaordens
- 2001 der argentinische Orden des Befreiers San Martin (Orden del Libertador San Martín), für seine Verdienste, argentinische Kunst in Schweden bekannt gemacht zu haben.